# 言語教育
言語教育（げんごきょういく、英: language education）とは、適切な言語能力と言語技術の向上を目的とした教育である。

## 概要
言語教育全般を取り扱う研究分野を「言語教育学」といい、教育学の一分野として位置づけられる。大まかに「家庭や地域社会で行われる教育」と「学校で行われる教育」の双方を指す。

### 家庭や地域社会で行われる教育
周囲が幼児に対して、言語による働きかけを行い、乳児は言語能力を習得していく。この働きかけが「自然の教育」になっている（→母語教育）。

### 学校における言語教育
児童、生徒に正しい言語能力を効率的に習得させるための意図的かつ計画的な営みである。言語習得はすべての教育の基盤として不可欠であり、どこの国においても学校教育の初段階から実施する。言語はコミュニケーションの手段としての役割に加え、思考の手段としても重要な役割を果たし、言語は全ての教科・活動において用いられているからである。
初等教育から行われる、自国語の正しい用い方を教える教育（→国語教育）と、段階が進むにつれて行われる母国語以外の言語の学習（→外国語教育）の双方を指す。

## 言語活動
「言語活動」とは、「読む・書く・聞く・話す」の言語を用いて行う活動・行動一般、および、それに伴う心理的な働きを指す。
狭義では「言語教育」と「言語活動教育」を分ける考え方もあり、この場合は以下の様に分類される。
| ① | 言語教育     | 言語の文法・語法・文字・発音・語彙など、客観的な体系や慣習として存在している部分の知識を獲得させる |
| ② | 言語活動教育 | 読み書きや言語コミュニケーションなど、言語使用の技能を獲得させる                                   |

広義では①②をまとめて「言語教育」とし、その際に①のみを指す場合に「言語の教育」と言う。